# Matthew Špiranović
Matthew Thomas Špiranović (Geelong, 1988. június 27. –) ausztrál válogatott labdarúgó, jelenleg a Western Sydney játékosa.

## Sikerei, díjai
Nürnberg
- Német kupagyőztes (1): 2006–07

Ausztrália
- U17-es OFC-nemzetek kupája (1): 2005

## Fordítás
- Ez a szócikk részben vagy egészben  a   Matthew Špiranović című angol Wikipédia-szócikk fordításán alapul.  Az eredeti cikk szerkesztőit annak laptörténete sorolja fel. Ez a jelzés csupán a megfogalmazás eredetét és a szerzői jogokat jelzi, nem szolgál a cikkben szereplő információk forrásmegjelöléseként.